# Phorusrhacos
Phorusrhacos byl rod velkého nelétavého ptáka, vysokého až kolem 2,5 m a vážícího zhruba 130 kg. Ve své době (spodní až střední miocén) patřil mezi úspěšné masožravce Jižní Ameriky.

## Historie
Byl formálně popsán roku 1887 argentinským paleontologem Florentinem Ameghinem. Slovo phorusrhacos patrně znamená "nositel vrásek" (podle zvrásněného povrchu spodní čelisti). V Česku se pod jménem Phorodacos „proslavil“ v Zemanově filmu Cesta do pravěku z roku 1955, v kterém pronásleduje hlavní hrdiny.

## Popis
Měl dlouhé silné nohy, které byly přizpůsobeny k rychlému běhu, a tak mohl uhánět travnatou plání stejně rychle jako dostihový kůň. Phorusrhacos měl maličká, letu neschopná křídla, která při běhu používal k udržování rovnováhy a snad i k nahánění kořisti. Některé příbuzné rody (např. Titanis) však měly zachované přední končetiny s drápy, podobné zakrnělým končetinám tyranosauridů. Jeho zobák byl tak masivní a silný, že mohl drtit kosti. Dosahoval délky až kolem 70 cm. Pravděpodobně se živil menšími býložravými savci Jižní Ameriky, malými příbuznými notostylopse a toxodonta. Příbuzní phorusrhaca žili až do doby před asi 3 miliony let a někteří z nich přešli do Severní Ameriky (kde žili možná ještě v pleistocénu). Phorusrhacos se silně podobal diatrymě, ale zdá se, že tyto dvě skupiny velkých ptáků se vyvíjely odděleně. Přesto jsou vzdáleně spřízněny se seriemami, které žijí v jihoamerických pampách dodnes. Ještě větším zástupcem této čeledi byl rod Kelenken, dosahující výšky až 3,2 metru a hmotnosti asi 250 kilogramů.